# Lembah Haji
Lembah Haji is een bestuurslaag in het regentschap Aceh Tenggara van de provincie Atjeh, Indonesië. Lembah Haji telt 336 inwoners (volkstelling 2010).